# Saint-Julien-Labrousse
Saint-Julien-Labrousse korábbi község (település) Franciaországban, Ardèche megyében. 2019. január 1-jén Nonières községgel egyesült és delegált községként Belsentes új község része lett.
Lakosainak száma 336 fő (2018. január 1.). Saint-Julien-Labrousse Beauvène, Chalencon, Nonières, Saint-Barthélemy-le-Meil, Saint-Basile, Saint-Jean-Chambre, Saint-Michel-d’Aurance és Saint-Prix községekkel határos.

## Népesség
A település népessége az elmúlt években az alábbi módon változott:
| Lakosok száma | 515  | 425  | 355  | 318  | 326  | 364  | 356  | 341  | 335  | 336  |
|               | 1968 | 1975 | 1982 | 1999 | 2006 | 2011 | 2013 | 2016 | 2017 | 2018 |